# Лукирский, Сергей Георгиевич
Сергей Георгиевич Лукирский (6 [18] марта 1875, Вольск, Саратовская губерния, Российская империя — 2 апреля 1938, СССР) — русский и советский военачальник, комдив (1935).

## Биография
Православный. Из дворян.
Окончил Симбирский кадетский корпус (1893) и Константиновское артиллерийское училище (1895), выпущен подпоручиком в 13-ю артиллерийскую бригаду. Поручик (1898). Окончил Николаевскую академию Генерального штаба (1901). Штабс-капитан (1901). Состоял при Варшавском военном округе. Старший адъютант штаба 16-й пехотной дивизии (26.11.1901-14.06.1903). Цензовое командование ротой отбывал в Волынском полку (08.12.1902 — 08.12.1903). Капитан (1903). Старший адъютант штаба 10-й пехотной дивизии (14.06.1903 — 01.06.1904). 
Участник русско-японской войны. Старший адъютант штаба 5-го Сибирского армейского корпуса (01.06.1904-13.09.1905). Обер-офицер для поручений при штабе Варшавского ВО (13.09.1905 — 21.09.1907). Состоял в прикомандировании к Елисаветградскому кавалерийскому училищу для преподавания военных наук (21.09.1907 — 16.11.1911). Подполковник (1907). Штаб-офицер для поручений при штабе Варшавского ВО (с 16.11.1911). Полковник (1911).

## Первая мировая война
В Первую мировую войну был начальником отделения управления генерал-квартирмейстера штаба Северо-Западного фронта, затем командовал 1-м Туркестанским стрелковым полком. С 10 сентября 1915 — исполнял должность помощника генерал-квартирмейстера штаба армий Северного фронта. За отличие 2 апреля 1917 получил чин генерал-майора. С 11 мая 1917 — генерал-квартирмейстер штаба Северного фронта. С 20 августа 1917 — начальник штаба Северного фронта. Служил вместе в М. Д. Бонч-Бруевичем. Уволен в отставку (05.08.1918).

## В РККА
Добровольно весной 1918 года вступил в РККА. Во время Гражданской войны — помощник военрука Высшего военного совета, сотрудник военно-исторической комиссии, спецлектор Военной академии. После Гражданской войны служил главным руководителем по стратегии Военной академии РККА. Арестован в ночь с 25 на 26 ноября 1930 года по делу «Весна». Признал себя виновным. 18.07.1931 осуждён к 5 годам ИТЛ. В 1932 был досрочно освобождён. Работал научным редактором Военной энциклопедии. В 1935 было присвоено воинское звание комдива.

## Последний арест
Проживал в Москве, на улице Фрунзе (д.16, кв.1). Арестован 29.01.1938. Сталинский список от 28.03.1938 лиц, предназначенных к осуждению по 1-й категории (расстрел), в котором значится фамилия Лукирского, подписан Сталиным, Молотовым, Кагановичем, Ждановым, Ворошиловым. Приговорён Военной коллегией Верховного суда СССР 02.04.1938 по обвинению в участии в контрреволюционной офицерско-монархической террористической организации. Расстрелян и похоронен на «Коммунарке» 02.04.1938. Реабилитирован ВКВС СССР 29.09.1956.

## Награды
- Орден Святого Станислава 3-й степени (1903)
- Орден Святой Анны 3-й степени с мечами и бантом (1905)
- Орден Святой Анны 4-й степени (1905)
- Орден Святого Станислава]] 2-й степени с мечами (1906)
- Орден Святой Анны 2-й степени (06.12.1910)
- Орден Святого Владимира 4-й степени с мечами и бантом (06.12.1913)
- Орден Святого Владимира 3-й ст. (14.01.1915)
- мечи к ордену Св. Владимира 3-й ст. (01.12.1915)
- мечи и бант к Св. Владимира 4-й ст. (02.04.1917)

## Исторические источники
- М. Д. Бонч-Бруевич. Вся власть Советам!